# Les Muppets, le retour
Pour les articles homonymes, voir Les Muppets.
Pour plus de détails, voir Fiche technique et Distribution.
Les Muppets, le retour ou Les Muppets au Québec et en Belgique (The Muppets) est un film américain réalisé par James Bobin, sorti en 2011.

## Synopsis
Du pétrole est découvert sous le théâtre des Muppets et le magnat Tex Richman envisage de raser les lieux ainsi que les studios pour forer ce pétrole. Un fan des Muppets, Walter, découvre le plan de Richman et en parle à son frère Gary et la petite amie de ce dernier, Mary. Pour contrer le riche homme, ils mettent au point un Téléthon afin de collecter dix millions de dollars. Pour ce faire, le couple aide Kermit la grenouille à réunir les autres Muppets, partis chacun de leurs côtés.

## Fiche technique
Sauf indication contraire, les informations mentionnées dans cette section peuvent être confirmées par la base de données cinématographiques IMDb,  présente dans la section « Liens externes ».
- Titre original : The Muppets
- Titre français : Les Muppets, le retour
- Titre québécois : Les Muppets[2]
- Réalisation : James Bobin
- Scénario : Jason Segel et Nicholas Stoller, d'après les personnages créés par Jim Henson
- Musique : Christophe Beck
  - Musiques additionnelles : Andrew Bird
- Direction artistique : Andrew Max Cahn
- Décors : Tracey A. Doyle et Steve Saklad
- Costumes : Rahel Afiley
- Photographie : Don Burgess
- Son : Kami Asgar, Beau Borders, Kevin O'Connell, Steve Schatz, Ryan Stern, Tim Tuchrello, Andy Winderbaum
- Montage : James M. Thomas
- Production : David Hoberman et Todd Liberman
  - Production déléguée : Martin G. Baker, John G. Scotti, Jason Segel et Nicholas Stoller
  - Production associée : Bill Barretta
- Sociétés de production : The Muppets Studio et Mandeville Films (non crédité), présenté par Walt Disney Pictures
- Société de distribution : Walt Disney Studios Motion Pictures
- Budget : 45 millions de $[3]
- Pays de production :  États-Unis
- Langue originale : anglais
- Format : couleur (DeLuxe) (Technicolor) — 35 mm / D-Cinema — 1,85:1 (Panavision) — son SDDS / Datasat / Dolby Digital / Dolby Surround 7.1
- Genre : comédie, musical, aventure, drame, marionnettes
- Durée : 103 minutes[4]
- Dates de sortie[5] :
  - États-Unis, Québec : 23 novembre 2011[2]
  - Belgique : 15 février 2012[6]
  - France : 11 avril 2012[4]
- Classification :
  - États-Unis : ce programme contient des éléments que les parents peuvent considérer inappropriés pour les enfants (TV-PG)
  - France : tous publics (conseillé à partir de 8 ans)[4]
  - Belgique : tous publics (jeune public) (Alle Leeftijden)[6]
  - Québec : tous publics (G - General Rating)[2]

## Distribution
- Jason Segel (VQ : Tristan Harvey et Marc-André Bélanger - Chant) : Gary[7]
- Amy Adams (VQ : Éveline Gélinas) : Mary[7]
- Chris Cooper (VQ : Denis Gravereaux) : Tex Richman[7]
- Rashida Jones (VQ : Catherine Proulx-Lemay) : Veronica[8],[9]

### Caméos
- Alan Arkin[10],[11] (VQ : Jacques Lavallée) : le guide touristique
- Jack Black (VQ : François L'Écuyer) : lui-même
- Emily Blunt (VQ : Camille Cyr-Desmarais) : la réceptionniste de Miss Piggy
- James Carville : lui-même[12]
- Bill Cobbs : le grand-père
- Feist : un résident de Smalltown[13]
- Zach Galifianakis[10] (VQ : Louis-Philippe Dandenault) : Joe l'clodo
- Donald Glover : un cadre junior de la CDE
- Whoopi Goldberg[12] (VQ : Anne Caron) : elle-même
- Selena Gomez (VQ : Catherine Brunet) : elle-même
- Dave Grohl[14] : Animool
- Neil Patrick Harris[12] (VQ : François Godin) : lui-même
- Judd Hirsch[15] : lui-même
- Ken Jeong : l'hôte de "Punch Teacher"
- John Krasinski[16] : lui-même
- Jim Parsons : la forme humaine de Walter
- Rico Rodriguez II : lui-même
- Mickey Rooney[17] : un résident de Smalltown
- Kristen Schaal[18] (VQ : Aline Pinsonneault) : la présidente du groupe de gestion de la colère
- Sarah Silverman (VQ : Kim Jalabert) : Greeter

### Voix originales
- Peter Linz (en) : Walter[19]
- David Rudman : Scooter[20], Janice, Wayne et Miss Poggy
- Bill Barretta : Rowlf[21], Dr Teeth, la forme Muppet de Gary, Bobo the Bear, Pepe the King Prawn et le Chef suédois
- Steve Whitmire : Kermit[21], Link Hogthrob, The Muppet Newsman, Rizzo le Rat, Beaker et Statler
- Dave Goelz : Gonzo, Waldorf, Bunsen Honeydew, Zooth et Beauregard[21]
- Eric Jacobson (en) : Fozzie Bear, Sam Eagle, Animal, Marvin Suggs et Miss Piggy[21]
- Matt Vogel : Floyd Pepper, Crazy Harry, Camilla the Chicken, Uncle Deadly, Lew Zealand, Sweetums, '80s Robot, Janooce et Roowlf the Dog
- Tyler Bunch (en) : Thog et Foozie Bear
- Alice Dinnean (en) : Afghan Hound

### Voix québécoises
- Nicolas Charbonneaux-Collombet : Kermit
- François Godin : Miss Piggy
- Hugolin Chevrette : Scooter / Crazy Harry
- Éric Paulhus: Walter
- Jean-François Beaupré : Gonzo
- Daniel Picard : Fozzie
- Frédéric Desager : Deadly
- Vincent Potel : Bobo
- Jean-Jacques Lamothe : Animal
- Thiéry Dubé : Robot des années 1980
- Charles Préfontaine : Waldorf
- Claude Préfontaine : Statler
- Hubert Gagnon : Bunsen Honeydew
- Benoit Éthier : Beaker
- Stéphane Rivard : Dr Teeth
- Benoît Rousseau : Chef suédois
- Jean-François Blanchard : Sam l'aigle
- Marc-André Bélanger : Rowlf
- Sylvain Hétu : Pepe / Sweetums
- Patrick Chouinard : Sergent Floyd Pepper / Lew Zealand
- Pierre Bédard, Luc Campeau, Virginie Cummins, Sylvie Desgroseilliers, Dominique Faure, Nancy Fortin, Catherine Léveillé et José Paradis : Chœurs

 Source et légende : Version québécoise (VQ) sur Doublage Québec,
Note : Le doublage québécois fut conservé pour la sortie en DVD et Blu-ray en France, ainsi que pour sa diffusion télévisée.

## Sorties cinéma
Sauf mention contraire, les informations suivantes sont issues de l'IMDb
- États-Unis : 4 novembre 2011 (Festival du film et de la vidéo de Savannah)
- États-Unis : 23 novembre 2011
- Canada : 23 novembre 2011
- Québec : 23 novembre 2011[2]
- Inde : 25 novembre 2011
- Mexique : 25 novembre 2011
- Brésil : 2 décembre 2011
- Israël : 8 décembre 2011
- Singapour : 8 décembre 2011
- Émirats arabes unis : 9 décembre 2011 (Festival international du film de Dubaï)
- Koweït : 15 décembre 2011
- Venezuela : 23 décembre 2011
- Chili : 29 décembre 2011
- Estonie : 30 décembre 2011
- Nouvelle-Zélande : 1er janvier 2012
- Slovénie : 5 janvier 2012
- Colombie : 6 janvier 2012
- Panama : 6 janvier 2012
- Argentine : 12 janvier 2012
- Australie : 12 janvier 2012
- République tchèque : 12 janvier 2012
- Hongrie : 12 janvier 2012
- Serbie-et-Monténégro : 13 janvier 2012
- Uruguay : 13 janvier 2012
- Allemagne : 19 janvier 2012
- Hong Kong : 19 janvier 2012
- Bulgarie : 20 janvier 2012
- Équateur : 20 janvier 2012
- Pologne : 20 janvier 2012
- Salvador : 20 janvier 2012
- Indonésie : 24 janvier 2012
- Croatie : 26 janvier 2012
- Grèce : 2 février 2012
- Portugal : 2 février 2012
- Suisse alémanique : 2 février 2012[24]
- Suisse italienne : 3 février 2012[24]
- Espagne : 3 février 2012
- Italie : 3 février 2012
- Pays-Bas : 8 février 2012
- Royaume-Uni : 10 février 2012
- Irlande : 10 février 2012
- Belgique : 15 février 2012
- Malte : 15 février 2012
- Lituanie : 17 février 2012
- Turquie : 17 février 2012
- Suède : 16 mars 2012
- Philippines : 21 mars 2012
- Ukraine : 29 mars 2012
- France : 11 avril 2012[4]
- Russie : 12 avril 2012
- Chine : 22 avril 2012 (Festival international du film de Pékin)
- Japon : 19 mai 2012

## Sorties vidéo
- En France, le film Les Muppets, le retour est sorti en DVD et Blu-ray le 2 mai 2012[25],[26]. Le film est également sorti en VOD le 1er septembre 2020[4].
- Au Danemark, le film est sorti en DVD le 4 juin 2012[5].

## Production

### Développement
En 2008, Jason Segel et Nicholas Stoller ont lancé un concept de film sur les Muppets à la vice-présidente exécutive à la production de Disney Kristin Burr et ont développé un accord pour développer un scénario,. La nouvelle est rendue publique en mars 2008 lorsque Variety a rapporté que Disney avait signé un accord avec Segel et Stoller pour écrire le scénario, le film serait réalisé par Stoller,.

### Tournage
La production et le tournage du film ont débuté fin 2010, avec une série de photos apparaissant en décembre 2010,. Le 12 novembre 2010, le magazine Entertainment Weekly lui consacre un article de deux pages, y compris un résumé du concept du film, des citations de Segel et Bobin, les premières images de Walter, et de nouvelles photos des Muppets avec Jason Segel,.
Hollywood Boulevard fut fermé pendant deux jours en janvier 2011 pour filmer une reprise de Life's a Happy Song, numéro musical final pour le film,. Selon SlashFilm, le tournage s'est déroulé en présence de Jason Segel, Amy Adams et une centaine de figurants effectuant un numéro musical complexe à l'extérieur du El Capitan Theatre.
Le Los Angeles Times note aussi que d'autres numéros musicaux apparaîtront dans le film, dont la chanson Rainbow Connection, interprétée par Kermit la grenouille dans le film Les Muppets, le film, en 1979, où il jouera avec le même banjo qu'il utilisait quand il a interprété la chanson dans le tout premier long-métrage basé sur la série.
Les lieux de tournage comprennent également le Greystone Mansion de Beverly Hills, le Pink Palace Mansion à Bel Air et l'ancien siège de l'entreprise ARCO dans le centre de Los Angeles.
Bien que le tournage fût achevé le 11 février 2011, une équipe du film s'est rendue le 26 avril 2011 à Reno, au Nevada pour filmer quelques plans extérieurs, y compris une scène sur le parking du Bonanza Casino, avec certains personnages des Muppets, et une courte prise de vue montrant l'intérieur du casino.

### Court-métrage
Pour sa sortie en salles, le film est précédé du court-métrage Mini Buzz, mettant en vedette des personnages de Toy Story.

## Bande originale
- La chanson du bonheur (Life is Better) (Life's a Happy Song) - Gary et Walter
- La vie est belle (Life is Beautiful Reprise) (Life's a Happy Song - Reprise) - Mary
- Que sont devenues les Muppets ? (Who is the Muppets now) (Pictures in My Head) - Kermit, Fozzie, Gonzo et Chef suédois
- Chanson de l'arc-en-ciel (Song of the rainbow sky - Version des Moopets) (Rainbow Connection - Moopets Version) - Fozzie et les Moopets
- We Built This City - Starship
- J'ai envie de m'inviter (I want to invite me) (Me Party) - Mary et Miss Piggy
- Si on parlait de moi ? (If we were talking about me?) (Let's Talk About Me) - Tex Richman
- Humain ou Muppet ? (Human or Muppet?) (Man or Muppet) - Gary et Walter
- The Muppet Show Theme - Les Muppets
- Smells Like Teen Spirit - Ed Mitchell
- Forget You - Camilla et ses poulets
- Chanson de l'arc-en-ciel (Song of the rainbow sky) (Rainbow Connection) - Kermit, Miss Piggy et les Muppets
- La chanson du bonheur (Life is Better Finale) (Life's a Happy Song - Finale) - Gary, Walter, Mary, Tex Richman et les Muppets
- Mah Na Mah Na - Tous

## Accueil

### Accueil critique
Les Muppets, le retour a reçu un accueil très favorable de la presse anglophone, récoltant 98 % de critiques positives sur le site Rotten Tomatoes, basé sur 86 commentaires et une note moyenne de 8.1⁄10 et une moyenne de 76⁄100 sur le site Metacritic, basé sur 25 commentaires.

### Sortie enFrance
Bien que longtemps annoncé en salles en France pour le 12 avril 2012, Les Muppets, le retour sort finalement directement en DVD et Blu-ray le 2 mai 2012.

### Box-office
Lors de son premier week-end d'exploitation en salles, le film se classe directement à la seconde place du box-office américain avec 29,2 millions de dollars de recettes, pour un cumul de 41,5 millions de dollars de recettes depuis sa sortie en salles.
Il parvient à se maintenir à la seconde place avec un total de 44,4 millions de dollars depuis une semaine, mais chute à la quatrième place tout en se maintenant avec 65,7 millions de dollars à la troisième semaine.
Finalement, le film totalise 88,6 millions de dollars de recettes aux États-Unis et 158,4 millions de dollars de recettes dans le monde.

## Distinctions
Source : Internet Movie Database et Allociné

### Récompenses
2011
- Houston Film Critics Society Awards : Prix HFCS de la meilleure chanson originale pour Bret McKenzie (pour la chanson "Life's a Happy Song")
- IGN Summer Movie Awards : IGN People's Choice Award du meilleur film de comédie
- Las Vegas Film Critics Society : Prix Sierra de la meilleure chanson pour Bret McKenzie (pour la chanson "Life's a Happy Song")
- Phoenix Film Critics Society Awards :
  - Prix PFCS du meilleur film familial en prises de vues réelles
  - Prix PFCS de la meilleure chanson originale pour Bret McKenzie (pour la chanson "Life's a Happy Song")

2012
- ASCAP Film and Television Music Awards : ASCAP Award des meilleurs films au box-office pour Christophe Beck et Bret McKenzie
- Behind the Voice Actors Awards : BTVA People's Choice Voice Acting Award du meilleur casting vocal dans un long métrage pour Bill Barretta,Tyler Bunch, Alice Dinnean, Dave Goelz, Eric Jacobson, Peter Linz, Jerry Nelson, David Rudman, Matt Vogel, Steve Whitmire
- Christopher Awards : Prix Christopher du meilleur long métrage pour Martin G. Baker, Bill Barretta, James Bobin, David Hoberman, Todd Lieberman, John G. Scotti, Jason Segel et Nicholas Stoller
- Critics' Choice Movie Awards : Critics' Choice Movie Award de la meilleure chanson originale pour Amy Adams, Bret McKenzie et Jason Segel (pour la chanson "Life's a Happy Song")
- GALECA: The Society of LGBTQ Entertainment Critics : Prix Dorian du film de l'année destiné à un jeune public
- Georgia Film Critics Association Awards : Prix GAFCA de la meilleure chanson originale Bret McKenzie (pour la chanson "Man or Muppet")
- Golden Trailer Awards : Golden Trailer de la meilleure bande-annonce d’un film d’animation ou familial (Their Movie)
- International Online Cinema Awards (INOCA) : INOCA de la meilleure chanson originale pour Bret McKenzie (pour la chanson "Life's a Happy Song")
- Motion Picture Sound Editors : Golden Reel Award du meilleur montage son de musique dans un long métrage musical pour Richard Ford et Lisa Jaime
- MovieGuide Awards : meilleur film pour les familles
- Online Film and Television Association : OFTA Film Award de la meilleure musique, chanson originale pour Amy Adams, Peter Linz, Bret McKenzie et Jason Segel (pour la chanson "Life's a Happy Song")
- Oscars : Oscar de la meilleure chanson originale pour Bret McKenzie (pour la chanson "Man or Muppet")

### Nominations
2011
- Golden Schmoes Awards :
  - Meilleur film de comédie de l'année
  - Meilleure musique dans un film
- IGN Summer Movie Awards :
  - Meilleur film
  - Meilleur film de comédie
- Indiana Film Journalists Association : meilleur film de l'année
- Satellite Awards :
  - Meilleur film d'animation ou multimédia
  - Meilleure chanson originale pour Bret McKenzie et Jason Segel (pour la chanson "Man or Muppet")
  - Meilleure chanson originale pour Amy Adams, Bret McKenzie et Jason Segel (pour la chanson "Life's a Happy Song")
- St. Louis Film Critics Association :
  - Meilleur film de comédie
  - Meilleur scénario adapté pour Jason Segel et Nicholas Stoller
  - Meilleure musique de film pour Christophe Beck et Bret McKenzie
- Utah Film Critics Association : meilleur scénario adapté pour Jason Segel et Nicholas Stoller
- Women Film Critics Circle : meilleur film familial

2012
- Academy of Science Fiction, Fantasy and Horror Films - Saturn Awards : meilleur film fantastique
- Behind the Voice Actors Awards :
  - Meilleur casting vocal dans un long métrage pour Bill Barretta,Tyler Bunch, Alice Dinnean, Dave Goelz, Eric Jacobson, Peter Linz, Jerry Nelson, David Rudman, Matt Vogel, Steve Whitmire
  - Meilleure performance vocale masculine dans un long métrage pour Steve Whitmire (pour la voix de "Kermit la grenouille")
- British Academy Children's Awards : meilleur long métrage pour James Bobin, David Hoberman et Todd Lieberman
- Casting Society of America : meilleur casting pour un film de comédie à gros budget pour Gail Goldberg, Brittainy Roberts et Marcia Ross
- Critics' Choice Movie Awards :
  - Meilleure comédie
  - Meilleure chanson originale pour Peter Linz, Bret McKenzie et Jason Segel (pour la chanson "Man or Muppet")
  - Meilleure chanson originale pour Aris Archontis, Kermit the Frog, Jeannie Lurie et Chen Neeman (pour la chanson "Pictures in My Head")
- Georgia Film Critics Association Awards :
  - Meilleur scénario adapté pour Jason Segel et Nicholas Stoller
  - Meilleure chanson originale pour Bret McKenzie (pour la chanson "Life's a Happy Song")
  - Meilleure chanson originale pour Aris Archontis, Jeannie Lurie et Chen Neeman (pour la chanson "Pictures in My Head")
- Golden Trailer Awards :
  - Le meilleur du spectacle (Their Movie)
  - Meilleure musique de bande-annonce (The Pig With the Froggy Tattoo)
  - Bande-annonce la plus originale (The Pig With the Froggy Tattoo)
  - Meilleur spot TV d’un film d'animation ou familial (Prepare Physical)
  - Meilleure voix de doublage (How Many)
  - Publicité la plus innovante pour un long métrage Two Muppets (Two Muppets)
- International Online Cinema Awards (INOCA) :
  - Meilleure chanson originale pour Bret McKenzie (pour la chanson "Man or Muppet")
  - Meilleure chanson originale pour Aris Archontis, Jeannie Lurie et Chen Neeman (pour la chanson "Pictures in My Head")
- Kids' Choice Awards :
  - Film préféré
  - Actrice de cinéma préférée pour Amy Adams
- Online Film and Television Association :
  - Meilleure musique, chanson originale pour Peter Linz, Bret McKenzie et Jason Segel (pour la chanson "Man or Muppet")
  - Meilleure musique, chanson originale pour Aris Archontis, Dave Goelz, Eric Jacobson, Jeannie Lurie, Chen Neeman et Steve Whitmire (pour la chanson "Pictures in My Head")
  - Meilleure musique, chanson adaptée pour Bill Barretta, Dave Goelz, Jim Henson, Eric Jacobson, Peter Linz, Sam Pottle, David Rudman, Mike Vogel et Steve Whitmire (pour la chanson "The Muppet Show Theme")
  - Meilleure musique, chanson adaptée pour Kenny Ascher, Bill Barretta, Dave Goelz, Eric Jacobson, Peter Linz, David Rudman, Matt Vogel, Steve Whitmire, Paul Williams (pour la chanson "The Rainbow Connection")
- Teen Choice Awards : meilleur film de comédie
- World Soundtrack Awards : meilleure chanson originale écrite pour un film pour Peter Linz, Bret McKenzie et Jason Segel (pour la chanson "Man or Muppet")

2013
- British Academy Film Awards : meilleur nouveau scénariste, réalisateur ou producteur britannique pour James Bobin
- Grammy Awards :
  - Meilleure chanson écrite pour les médias visuels pour Bret McKenzie (pour la chanson "Man or Muppet")
  - Meilleure compilation de sons pour les médias visuels pour Kaylin Frank et Mitchell Leib